# Helene Marie Fossesholmová
Helene Marie Fossesholmová, nepřechýleně Fossesholm (* 31. května 2001 Vestfossen) je norská běžkyně na lyžích.
Byla považována za velký talent běžeckého lyžování, do norské reprezentace byla zařazena již ve svých osmnácti letech – na jaře 2020. V sezóně 2020/21 ve svých devatenácti letech poprvé vystoupila na stupně vítězů ve Světovém poháru – ve stíhacím závodě na 10 km volně v Ruce byla druhá, stejně jako ve skiatlonu v Lahti. V Oberstdorfu na Mistrovství světa jako finišmenka vybojovala pro norský tým ve štafetě zlato. Ve dvou následujících sezónách však měla na kontě pouze dvě umístění v top 10 ve Světovém poháru a nezúčastnila se ani Mistrovství světa v Planici. V sezóně 2023/24 se rozhodla dát si pauzu od závodů a před začátkem Světového poháru oznámila, že do Vánoc v něm startovat nebude. Znovu závodit začala až na konci únoru 2024, na norském národním šampionátu v Beitostølenu, ale výsledkově se jí nedařilo.

## Výsledky

### Výsledky ve Světovém poháru
| Sezóna  | Věk | Sezónní výsledky | Sezónní výsledky | Sezónní výsledky | Sezónní výsledky | Výsledky na Ski Tour | Výsledky na Ski Tour | Výsledky na Ski Tour | Výsledky na Ski Tour |
| Sezóna  | Věk | Celkově          | Distance         | Sprinty          | U23              | Nordic Opening       | Tour de Ski          | Ski Tour             |                      |
| ------- | --- | ---------------- | ---------------- | ---------------- | ---------------- | -------------------- | -------------------- | -------------------- | -------------------- |
| 2019/20 | 18  | 58.              | 37.              | —                | 10.              | —                    | —                    | —                    |                      |
| 2020/21 | 19  | 15.              | 9.               | NC               | 2.               | 6.                   | —                    | —                    |                      |
| 2021/22 | 20  | 41.              | 22.              | 65.              | 2.               | —                    | DNF                  | —                    |                      |
| 2022/23 | 21  | 60.              | 33.              | —                | 6.               | —                    | —                    | —                    |                      |

### Výsledky na OH
| Rok  | Věk | 10 km | 15 km skiatlon | 30 km hromadný start | sprint | 4 × 5 km štafeta | sprint dvojic |
| ---- | --- | ----- | -------------- | -------------------- | ------ | ---------------- | ------------- |
| 2022 | 20  | —     | 18.            | —                    | —      | 5.               | —             |

### Výsledky na MS
| Rok  | Věk | 10 km | 15 km skiatlon | 30 km hromadný start | Sprint | 4 × 5 km štafeta | Sprint dvojic |
| ---- | --- | ----- | -------------- | -------------------- | ------ | ---------------- | ------------- |
| 2021 | 19  | 8.    | 6.             | 25.                  | —      | 1.               | —             |